# ستيفان أبريال
ستيفان أبريال (بالفرنسية: Stéphane Abrial)‏ (ولد في 7 سبتمبر 1954 في كوندوم، فرنسا) ضابط كبير فرنسي والقائد السابق للتحالف في تحويل قيادة الحلفاء ومقره في نورفولك وأحد القادة الاستراتيجيين للناتو. كان منصبه السابق رئيس أركان القوات الجوية الفرنسية.

## المسيرة العسكرية الفرنسية
تخرج الجنرال ستيفان أبريال في عام 1973 من أكاديمية القوات الجوية الفرنسية وفي عام 1974 من أكاديمية سلاح الجو الأمريكي. أكمل التدريب التجريبي في أكاديمية القوات الجوية الفرنسية في عام 1976.
في الفترة من 1977 إلى 1991 عمل طيارا مقاتلا في فرنسا (في كامبريه وديجون وأورانج) وفي الفترة من 1981 إلى 1984 في وحدة لوتواف الألمانية الغربية. في عام 1988 ساعد القوات الجوية اليونانية في تحويل أول وحدة مجهزة بداسو ميراج 2000.
في عام 1991 شارك في حرب الخليج الثانية كطيار مقاتل وقائد السرب المقاتل الخامس للقوات الجوية الفرنسية. في وقت لاحق من ذلك العام درس في كلية الحرب الجوية في قاعدة ماكسويل الجوية في مونتغومري في ولاية ألاباما.
في الفترة من عام 1992 إلى عام 1996 عمل في وظائف رئيس أركان القوات الجوية الفرنسية ورئيس أركان الدفاع. في الفترة من عام 1996 إلى عام 1999 عمل في مقر الناتو في بروكسل. في عام 2000 أصبح نائبا لرئيس الموظفين العسكريين للرئيس الفرنسي وفي عام 2002 عين رئيسا للموظفين العسكريين لرئيس الوزراء الفرنسي.
في عام 2005 أصبح الجنرال أبريال رئيسا لمقر الدفاع الجوي الفرنسي في تافيرني وفي عام 2006 رئيس أركان القوات الجوية.

## الحلف الأعلى لقوات الناتو
تلقى الجنرال ستيفان أبريال تعيينا من قبل مجلس شمال الأطلسي كقائد لتحويل قيادة الحلفاء في 29 يوليو 2009 كأول أوروبي يتم تعيينه بشكل دائم رئيسا لقيادة إستراتيجية الناتو.
في أبريل 2010 حصل على جائزة القيادة المتميزة من المجلس الأطلسي.

## الجوائز العسكرية الكبرى
- ضابط كبير في وسام جوقة الشرف (فرنسا)
- ضابط في وسام الاستحقاق الوطني (فرنسا)
- كرويكس دي غوير ديس تو مع نجمة من الفضة المذهبة (فرنسا)
- كرويكس دو كومباتانت (فرنسا)
- ميديل دي l'إيرونوتيكيو (فرنسا)
- الميدالية الخارجية مع وسامين (فرنسا)
- وسام الإستحقاق (الولايات المتحدة الأمريكية)
- بوندسوهر الشرف بالفضة (ألمانيا)
- شارة الرياضة الألمانية (النسخة العسكرية في البرونزية)
- أمر عبد العزيز آل سعود، الدرجة الأولى (المملكة العربية السعودية)
- وسام التحرير الكويتي (السعودية)
- وسام التحرير (الكويت)
- الضابط الكبير في أمر الاستحقاق الجوي (البرازيل)[11]
- سانتوس-دومونت وسام الاستحقاق، القوات الجوية البرازيلية
- الصليب من الاستحقاق البحري، الصليب الأبيض الكبير (إسبانيا)[12]
- ميدالية الخدمة الحليفة للناتو
- وسام تذكاري لرئيس الأركان العامة للقوات المسلحة السلوفاكية مع قرص أحمر[13]
- وسام التاج، والصليب الكبير (بلجيكا)[14]
- أمر الاستحقاق من جمهورية بولندا، صليب القائد[15]
- أمر الاستحقاق من جمهورية ألمانيا الاتحادية، الصليب القائد (7 سبتمبر 2015)

## المسيرة المدنية
منذ يوليو 2015 أبريال هو نائب الرئيس التنفيذي الأول للشؤون الدولية والعامة في سافران.
منذ فبراير 2014 أبريال هو أيضا رئيس مجلس إدارة متحف الهواء وإسباس باريس منذ أبريل 2013 مدير المجلس الأطلسي ومنذ ديسمبر 2013 عضو المجلس الاستشاري لمعهد أسبن فرنسا.